# Concerto pour clarinette no 2 de Navarro
Pour les articles homonymes, voir concerto pour clarinette (homonymie).
Le Concerto pour clarinette no 2 (II Concerto) est une œuvre pour clarinette et orchestre symphonique composée entre novembre-décembre 2011 et janvier 2012 par Óscar Navarro, dédicacé pour le clarinettiste Jose Franch-Ballester. Cette pièce est une commande de l'  Instituto Valenciano de la Música. Cette œuvre rend hommage à la musique de flamenco et à ses couleurs hispaniques tout en gardant les caractéristiques d'orchestration de Navarro plongeant ses racines dans la musique de film. Cette pièce constitue un ajout important au répertoire de la clarinette selon l'International Clarinet Association.
Il existe une transcription de ce concerto pour clarinette et orchestre d'harmonie réalisée par le compositeur ainsi qu'une réduction pour clarinette et piano et une autre pour clarinette et quatuor de clarinettes.
La pièce accessible à tous les publics est fréquemment jouée lors des concerts de gala par les orchestres amateurs accompagnés par un clarinettiste professionnel en Europe, aux États-Unis et en Asie. Son succès rapide dans le monde des solistes a provoqué la demande d'écriture de nouveaux concertos pour d'autres instruments auprès du compositeur comme Legacy pour hautbois et Connection pour cor d'harmonie .

## Histoire
En raison de la popularité précoce du concerto pour clarinette no 2 dans le monde, le compositeur  annonce le 6 novembre 2014 un concours en ligne pour cette pièce autorisant quatre versions : clarinette et orchestre symphonique, clarinette et orchestre d'harmonie, clarinette et piano, ou clarinette et quatuor de clarinettes. Le jury était composé d'Óscar Navarro, de José Franch-Ballester et de José González Granero, clarinettiste solo de l'Opéra de San Francisco. Parmi les lauréats du concours figure David van Maele, clarinettiste de l'Orchestre symphonique royal des Guides de Belgique, qui enregistrera la pièce en 2015 et commandera par la suite le concerto pour clarinette no 3 dont la première  a eu lieu en 2017.
Ce concerto consacre Óscar Navarro comme un des compositeurs populaires notables pour la clarinette au XXIe siècle.

## Structure
Ce concerto se compose d'un seul mouvement, comportant trois sections distinctes.

## Analyse
L'utilisation d'éléments de la musique flamenco dans le Concerto  no 2 se révèle plus métaphorique que réelle dans la structure compositionnelle (canté, toque et baile) dans la première section.
La deuxième section suggère des recours à des techniques de la musique minimaliste sans s'y attarder en maintenant un phrasé mélodique linéaire associé à des textures simples; Navarro mélange également ces techniques aux idéaux romantiques d'apogée et de dénouement de la tendance post-minimaliste comme y a recours le compositeur John Adams.
La troisième section est très  dynamique et comprend une cadence écrite par le compositeur à la demande  de José Franch-Ballester.

« La musique [de Navarro] transmet toutes les émotions, depuis des sections lyriques d'une beauté déchirante, jusqu'à une section joyeusement rapide comme une danse, en passant par une section peut-être influencée par Corigliano, avec des trilles très aigus. Cette œuvre étonnante a également offert à l'orchestre des moments spectaculaires, notamment des ritournelles de cuivres et de percussions à couper le souffle, au cours desquelles j'ai cru que les quatre cors exceptionnels allaient m'abîmer les tympans (dans le bon sens du terme). »

— Sam Davies, ClarinetFest 2015.